# Jacek Dreger
Jacek Dreger (ur. 8 lutego 1965) – polski lekkoatleta, specjalizujący się w rzucie młotem, medalista mistrzostw Polski.

## Kariera sportowa
Był zawodnikiem Zawiszy Bydgoszcz.
Na mistrzostwach Polski seniorów na otwartym stadionie zdobył cztery medale w rzucie młotem: srebrny w 1991 i brązowe w 1992, 1993 i 1994.
Pracuje jako trener rzutów w BKS Bydgoszcz.
Rekord życiowy w rzucie młotem: 70,90 (7.06.1991).